# Vor dem Sturm (Miniserie)
Vor dem Sturm ist eine sechsteilige Miniserie aus dem Jahr 1984, der in einer Gemeinschaftsproduktion von Norddeutschem Rundfunk (NDR, für die ARD) und Österreichischem Rundfunk (ORF) entstand. Er basiert auf Theodor Fontanes gleichnamigem Roman. Die Erstausstrahlung fand ab 2. Mai 1984 im Deutschen Fernsehen der ARD statt.

## Handlung
Die Handlung spielt im Winter 1812/1813 im Oderbruch. Berndt von Vitzewitz will mit Hilfe Gleichgesinnter einen Landsturm aufstellen, um durch einen bewaffneten Volksaufstand gegen die geschwächten napoleonischen Truppen, die nach dem verlorenen Russlandfeldzug durch das Land ziehen, endlich die französische Herrschaft über Preußen zu beenden.

## Unterschiede zum Roman
Während Fontane Marie zunächst in einem geschwisterlichen Verhältnis zu Lewin zeigt, wird sie in der Serie als unglücklich in Lewin verliebt dargestellt. Bei Fontane winkt sie beim Pfänderspiel den Konrektor Othegraven zu sich heran („Dabei winkte sie dem Frankfurter Konrektor und bot ihm in voller Unbefangenheit ihren Mund.“), während sie im Film enttäuscht ist, dass nicht Lewin, sondern Othegraven zu ihr kommt.

## DVD
- Theodor Fontane: Vor dem Sturm – Der Stechlin – Wanderungen durch die Mark Brandenburg. Studio Hamburg / ARD Video, 24. September 2008.[2]